# Pachygnatha furcillata
Pachygnatha furcillata là một loài nhện trong họ Tetragnathidae.
Loài này thuộc chi Pachygnatha. Pachygnatha furcillata được Eugen von Keyserling miêu tả năm 1884.